# The Valley

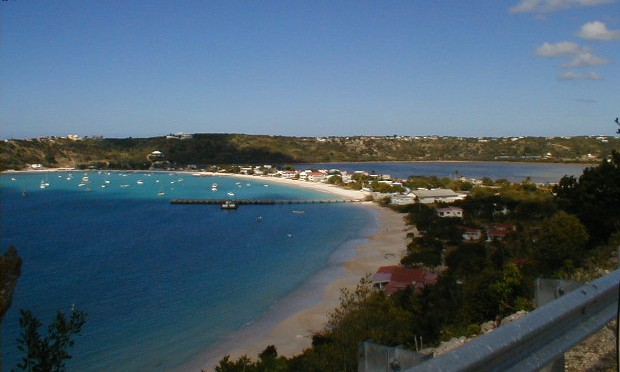
Strand nära The Valley.

The Valley är huvudort på ön Anguilla bland Små Antillerna i Västindien som är ett brittiskt utomeuropeiskt territorium.

## Historia
Anguilla blev en brittisk koloni år 1650. Franska annekteringsförsök åren 1745 och 1796 slogs framgångsrikt tillbaka. 1816 införlivades ön i kolonin "St Christopher and Nevis" och Anguillas administration flyttades 1825 till Saint Kitts. 1967 frigjorde Anguilla sig ensidigt ur denna konstellation och proklamerade sig självständigt men 1969 återställdes det brittiska styret och ön införlivades i St Kitts igen. Den 10 februari 1976 erhöll ön slutligen autonomi och den 19 december 1980 blev ön ett eget territorium.

## Geografi
The Valley är belägen i en dal vid viken Crocus Bay på öns nordvästra del och har drygt 1 000 invånare i distriktet The Valley. Centrum utgörs även av distrikten The Quarter i öst och George Hill i väst. Där finns några få historiska byggnader som den anglikanska St. Mary's Anglican Church, de gamla trähusen Miss Marjorie Hodge’s Homestead och The Warden’s Place, ruinerna efter Old Court House på Crocus Hill. Förutom förvaltningsbyggnader, sjukhus, postkontor och banker finns även ett museum "Anguilla Natural Trust Museum" som bland annat visar arkeologiska fynd från Arawaktiden och bruksföremål från öns historia.
Strax utanför staden ligger gården Wallblake House, byggt 1787, som fortfarande används som prästgård till den närliggande kyrkan St. Gerard’s Catholic Church. Stadens hamn är ett populärt mål för såväl kryssningsfartyg som större och mindre fritidsbåtar. Stadens flygplats, Wallblake eller Anguilla Airport (flygplatskod "AXA"), ligger på öns mellersta del, cirka 3 km sydöst om centrum. Den trafikeras av lokalflyg och visst internationellt flyg från USA.